# Koppartjärnet
Koppartjärnet är en sjö i Eda kommun i Värmland och ingår i Göta älvs huvudavrinningsområde. Sjöns area är 0,011 kvadratkilometer och den är belägen 210 meter över havet.